# Kamperpoort (woonwijk)
Kamperpoort is een woonwijk in de Overijsselse plaats Zwolle. Samen met de Veerallee vormt het de wijk Kamperpoort-Veerallee. De wijk telde in 2022 in totaal 2.250 inwoners, verdeeld over 1405 huishoudens.

## Geschiedenis
De wijk was van oorsprong een volksbuurt die net buiten de oude Stadsgracht ligt. Kamperpoort ontleent zijn naam aan de stadspoort die nabij de wijk stond: de Kamperpoort, ook wel Voorsterpoort genoemd. Deze stadspoort bestaat inmiddels niet meer. Net buiten deze stadspoort begon de weg naar Kampen en Kasteel Voorst¹. Deze Voerstensteinstraete heet tegenwoordig Hoogstraat en wordt voor het eerst genoemd in 1377. De Hoogstraat vormt het centrum van de huidige wijk. In de Hoogstraat, ook wel gekend als de 'Hoogstroate ligt het overbekende Café Meijberg, beter bekend als De Kippe.
Kamperpoort werd ook wel Kamperpoortenvoorstad (rond 1700) en Wijk K (rond 1900) genoemd.

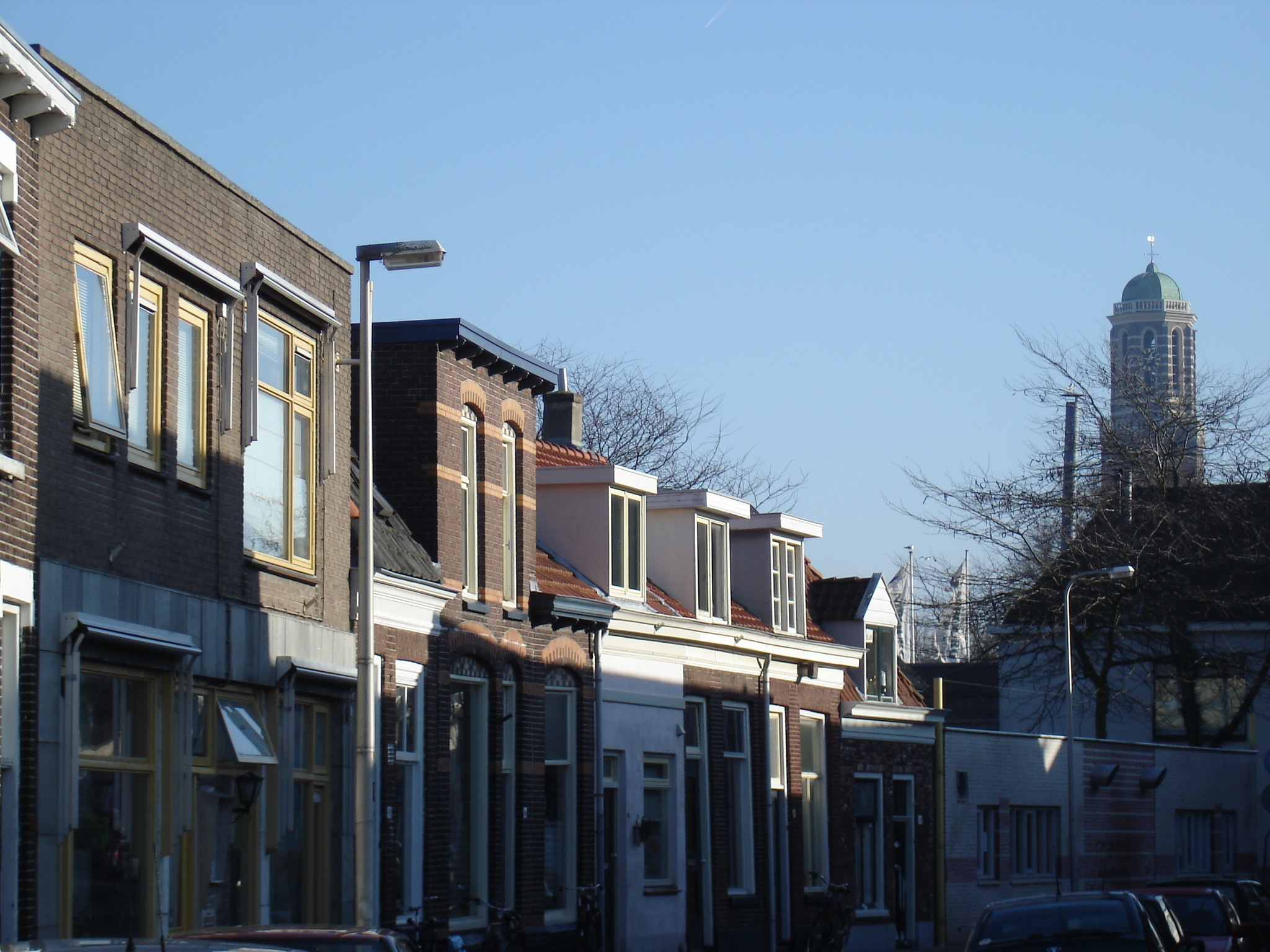
De Hoogstraat met op de achtergrond de Peperbus.

## Demografie
Volgens een onderzoek dat werd uitgevoerd tussen 1905 en 1909, was 25 procent van de woningen in deze wijk destijds overbevolkt.²
Er woonden in die tijd vrijwel enkel werklieden en sjouwers. Van de oude wijk is vrijwel niets meer over door sloop en grootschalige nieuwbouw.

## Verkeer en vervoer
De A28 loopt langs de noordkant van de wijk. De Hoogstraat verbindt Kamperpoort met het stadscentrum.